# 洪山川
洪山川（英語：Most Rev. John Hung Shan-chuan, S.V.D.；1943年11月20日—）是台灣天主教主教，聖言會會士，天主教台北總教區榮休總主教、天主教台灣地區主教團前任主席。他是首位在台灣本地出生的總主教。

## 個人簡歷
洪山川出生於澎湖縣湖西鄉鼎灣村，成長於本籍地嘉義縣竹崎鄉。家中共有五個兄弟、二個姊妹；兄弟中，除老大洪山川從事聖職、老二洪山猛從事生命教育教職外，老四洪團樟創立「一太e衛浴」，與其他兄弟（老三洪團圓、老五洪芳興）共同經營。
洪山川就讀高職時因同學信仰天主教而開始接觸教會，1962年領洗成為教徒，1973年6月23日於菲律宾晉鐸成為神父。除擔任本堂神父外，洪山川在教會機構內擔任多項職務，並擔任嘉義市輔仁中學校長多年，及兼任嘉義市宏仁女中、高雄市明誠中學、屏東縣新基高中、台北市靜修女中等多所教會學校之董事。洪山川以其幽默的說話與宣道方式著稱，並創辦中華民國天主教監獄服務社。1991年，洪山川獲輔仁大學特優教師及中華民國私立教育事業協會弘道獎。
2006年1月16日教宗本篤十六世任命洪山川為嘉義教區主教，2006年2月28日洪山川於嘉義市輔仁中學晉牧。2007年11月9日，本笃十六世任命洪山川为台北總教區總主教，兼任金門、馬祖宗座署理區宗座署理；同年11月25日，洪山川於台北主教座堂就職。
洪山川於2020年5月23日榮休，目前居住於天主教輔仁大學靜養。

### 引用
1. ↑  李擷瓔. . 大紀元週報. 2006年3月1日  [2008年10月18日]. （原始内容存档于2013年10月29日）.
2. ↑   (新闻稿). Holy See Press Office. 2020-05-23  [2020-05-23]. （原始内容存档于2020-05-23） （英语）.

## 外部連結
- 天主教台北總教區官方網站 > 關於教區 > 歷任主教

| 天主教會職銜                                        | 天主教會職銜                                                    | 天主教會職銜  |
| --------------------------------------------------- | --------------------------------------------------------------- | ------------- |
| 前任： 劉振忠 2004年7月5日－2006年1月16日為教座出缺 | 天主教嘉義教區主教 2006年1月16日－2007年11月9日                 | 繼任： 鍾安住 |
| 前任： 鄭再發                                       | 天主教台北總教區總主教 2007年11月9日－2020年5月23日             | 繼任： 鍾安住 |
| 前任： 鄭再發                                       | 天主教金門、馬祖宗座署理區宗座署理 2007年11月9日－2020年5月23日 | 繼任： 鍾安住 |